# 240 (număr)
240 (două sute patruzeci) este numărul natural care urmează după 239 și precede pe 241 într-un șir crescător de numere naturale.

## În matematică
240:
- Este un număr par.
- Este un număr compus.[1]
- Este un număr extrem compus,[2][3] având 20 de divizori, mai mult ca orice număr precedent.
- Este un număr abundent.[4][5]
- Este un număr superabundent[6][7]
- Este un număr refactorabil,[8][9] deoarece are 20 de divizori, iar 20 este el însuși un divizor.
- Este un număr semiperfect (pseudoperfect).[10][11]
- Este concatenarea a doi dintre proprii săi divizori, 2 și 40.[12]
- Este un număr extrem totient.[13][14]
- Este un număr pronic,[15][16] fiind produsul a două numere consecutive: {\displaystyle 230=15\times 16\,}
- Este suma alicotă a 120 și 57121, parte a șirului alicot 12161. Șirul este: 120, 240, 504, 1056, 1968, 3240, 7650, 14112, 32571, 27333, 12161, 1, 0.
- Este un număr palindromic[17][18] și repdigit[19][20] în bazele 19 (CC19), 23 (AA23), 29 (8829), 39 (6639), 47 (5547) și 59 (4459).
- Este un număr rotund.[21][22]
- Este un număr harshad[23][24] în bazele 2, 3, 4, 5, 6, 7, 9, 10, 11, 13, 14, 15 și alte 73 de baze.
- Poate fi exprimat ca sumă a unor numere prime consecutive în două moduri: 240 = 53 + 59 + 61 + 67 = 17 + 19 + 23 + 29 + 31 + 37 + 41 + 43.
- E8 are 240 de rădăcini.
- Există 240 de soluții diferite pentru cubul Soma.[25]

## În știință

### În astronomie
- Obiectul NGC 240 din New General Catalogue este o galaxie spirală cu o magnitudine 10,937 în constelația Peștii.
- 240 Vanadis este un asteroid din centura principală.
- 240P/NEAT (NEAT 12) este o cometă periodică din sistemul nostru solar.

## În alte domenii
240 se poate referi la:
- 240 V, tensiunea fazelor rețelei electrice de joasă tensiune, pentru uz casnic, în Regatul Unit și Australia înainte de conversia la tensiunea de 230 V.